# Buniel
Buniel – gmina w Hiszpanii, w prowincji Burgos, w Kastylii i León, o powierzchni 13,28 km². W 2011 roku gmina liczyła 508 mieszkańców.